# Walter M. Schirra
Walter Marty Schirra, Jr. (12 de marzo de 1923-3 de mayo de 2007) fue un piloto de la Marina de los Estados Unidos y astronauta de los programas Mercury, Gemini y Apolo. Pasó un total de 295 horas y 15 minutos en el espacio.

## Biografía
Schirra, Jr. nació el 12 de marzo de 1923 en Hackensack, Nueva Jersey, de padres Walter Marty Sr. y Florence Shillito (Leach) Schirra. Su padre, un ingeniero graduado de la Universidad de Columbia con entrenamiento de vuelo de la Real Fuerza Aérea Canadiense, fue comisionado como primer teniente en el Cuerpo de Señales del Ejército.
Schirra se graduó de la escuela secundaria Dwight W. Morrow en Englewood, Nueva Jersey, en junio de 1940. Estudió ingeniería aeronáutica en la Facultad de Ingeniería de Newark (ahora el Instituto de Tecnología de Nueva Jersey) de 1940 a 1942.
En 1945 se graduó en la Academia Naval y pasó al Programa de Entrenamiento de Vuelo en Pensacola (Florida), tras lo cual fue destinado como piloto de portaaviones. Participó en la guerra de Corea (1950-1953), donde llegó a realizar noventa misiones de combate volando en cazas F-86, y fue considerado uno de los mejores aviadores de la Marina. Su experiencia y cualidades le llevaron a ser piloto de pruebas y experto en misiles, y posteriormente, ya con el rango de comandante, a ser seleccionado para el programa aeroespacial Mercurio de la NASA, el primer proyecto norteamericano de vuelos tripulados.

## Carrera en la NASA
En 1959 Schirra fue asignado por la NASA, como uno de los astronautas del grupo original para el proyecto Mercury, conocidos como los Mercury Seven, junto con Scott Carpenter, Gordon Cooper, John Glenn, Gus Grissom, Alan Shepard y Deke Slayton. El 3 de octubre de 1962, se convirtió en el quinto estadounidense en órbita terrestre, a bordo de la misión Mercury 8.
En 1959 Schirra fue asignado por la NASA, como uno de los astronautas del grupo original para el proyecto Mercury, conocidos como los Mercury Seven. El 3 de octubre de 1962, se convirtió en el quinto estadounidense en órbita terrestre, a bordo de la misión Mercury 8.
En 1964 entró a formar parte del proyecto Géminis, en el que, junto a Tom Stafford, fue lanzado en la cápsula Géminis 6 (GT-6).
El 15 de diciembre de 1965 voló de nuevo al espacio en la misión Gemini 6A, de la que era comandante, realizando la primera maniobra de acercamiento orbital (rendezvous) entre dos naves tripuladas estadounidenses, junto al Gemini 7.
Su último vuelo espacial fue el Apolo 7, en octubre de 1968. Durante el vuelo los astronautas desarrollaron catarro. En la ingravidez del espacio, la mucosidad se acumula, llena las fosas nasales y no escurre. El único alivio es soplar fuerte, con un doloroso para los tímpanos. Varios días antes de que terminara la misión, comenzaron a preocuparse por usar los cascos de sus trajes durante el reingreso, lo que les impediría sonarse la nariz. La acumulación de presión podría reventar sus tímpanos. El control de la misión trató de persuadirlos para que usaran los cascos de todos modos, pero Schirra se negó, lo que unido a un pésimo sentido del humor que les mantuvo discutiendo acaloradamente con los técnicos del control de tierra todo el tiempo, sirvió para que la NASA separase a la tripulación de futuros programas de vuelo.
Schirra abandonó la NASA en 1969, convirtiéndose en comentarista de temas espaciales para la CBS e iniciándose en la empresa privada.